# Láng Eszter
Láng Eszter (Korond, 1948. január 3.) magyar képzőművész, művészeti szakíró.

## Élete és munkássága
A Debreceni Egyetemen szerzett bölcsészdiplomát 1972-ben. Festészetet és grafikai alapokat Torok Sándortól tanult. Az 1990-es évek elejétől kezdve rendszeres résztvevője a hazai és nemzetközi képzőművészeti tárlatoknak és művésztelepeknek. Munkásságát több díjjal ismerték el. Számos európai országban járt tanulmányúton. Festészete a lírai absztrakt irányzatához áll közel. Grafikai, különösen elektrográfiai tevékenysége is jelentős. Fotóval, installációval, performansszal is foglalkozik.
Tagja a MAOE-nak, a Magyar Elektrográfiai Társaságnak, a Lengyel Pasztellfestők Társaságának, a D. Fleiss and East-West Artists nemzetközi képzőművészeti egyesületnek.

## Művei
Képzőművészeti írásai, recenziói és versei többe között az Élet és Irodalomban, a Mozgó Világban, a Holmiban, a Szépirodalmi Figyelőben, a Balkonban, az Új Művészetben, a Magyar Műhelyben, a Spanyolnáthában, a Hazanézőben, a Képírásban, az Irodalmi Jelenben, Zempléni Múzsában, Váradban, Újváradban, Műértőben, Vigiliában, Arnolfini Archívumban, Susanniconban, Káfé Főnixben, Praeben, Artportalon, Dróton, Kulteren jelentek meg. 2016 januárjától a Képírás művészeti folyóirat szerkesztője.
                                                         